# Domasłowice Dolne
Domasłowice Dolne (też: Domasławice Dolne, cz. Dolní Domaslavice, niem. Nieder Domaslowitz) – wieś gminna w kraju morawsko-śląskim, w powiecie Frydek-Mistek w Czechach. Miejscowość znajduje się nad żermanickim zbiornikiem wodnym i jest popularnym ośrodkiem sportów wodnych.

## Historia
Miejscowość po raz pierwszy wzmiankowana została w łacińskim dokumencie Liber fundationis episcopatus Vratislaviensis (pol. Księga uposażeń biskupstwa wrocławskiego), spisanym za czasów biskupa Henryka z Wierzbna ok. 1305, w szeregu wsi zobowiązanych do płacenia dziesięciny biskupstwu we Wrocławiu, w postaci item in Domaslawitz utroque. Zapis ten oznaczał, że istniały już dwie wsie o tej nazwie (utroque – obie, a więc Dolne i Górne Domasłowice), a brak określenia liczby łanów, z których będzie płacony podatek wskazywał, że wsie były w początkowej fazie powstawania (na tzw. surowym korzeniu), co wiąże się z przeprowadzaną pod koniec XIII wieku na terytorium późniejszego Górnego Śląska wielką akcją osadniczą. Wsie politycznie znajdowały się wówczas w granicach utworzonego w 1290 piastowskiego (polskiego) księstwa cieszyńskiego, będącego od 1327 lennem Królestwa Czech, a od 1526 roku w wyniku objęcia tronu czeskiego przez Habsburgów wraz z regionem aż do 1918 roku w monarchii Habsburgów (potocznie Austrii).
Nazwa miejscowości jest pochodzenia patronimicznego, sugeruje, że jej założycielem lub przynajmniej pierwszym właścicielem był nieznany ze źródeł Domasław. Od Domasłowic Górnych odróżniało Domasłowice Dolne m.in. to, że do końca epoki średniowiecza wieś pozostawała wciąż szlachecką. W 1603 została sprzedana przez Jakuba Tłuka z Toszonowic na Dolnych Domasławicach za 4710 złotych węgierskich Adamowi Scypionowi, z zastrzeżeniem, że ma on w dalszym ciągu opłacać tamtejszego księdza w wysokości 2 złotych czynszu z dawnych pół, płatne w dwóch ratach, na św. Jerzego i na św. Wacława. Transakcję tę potwierdził książę Adam Wacław w 1604.
Według austriackiego spisu ludności z 1900 w 167 budynkach w Domasłowicach Dolnych (razem z przysiółkami Kocurowice i Wołowiec) na obszarze 801 hektarów mieszkało 869 osób, co dawało gęstość zaludnienia równą 108,5 os./km², z tego 782 (90%) mieszkańców było katolikami, 85 (9,8%) ewangelikami a 2 (0,2%) żydami, 798 (91,8%) było czesko-, 61 (7%) polsko- a 5 (0,6%) niemieckojęzycznymi. Do 1910 roku liczba mieszkańców wzrosła do 1061 z czego 1057 zameldowanych było na stałe, 961 (90,9%) było czesko-, 90 (8,5%) polsko-, a 6 (0,6%) niemieckojęzycznymi, zaś w podziale wyznaniowym 1001 (94,3%) było katolikami, 50 (4,7%) ewangelikami, 3 (0,3%) kalwinistami, a 7 (0,6%) wyznawcami judaizmu.
W wyniku sporu granicznego między II Rzecząpospolitą a Republiką Czechosłowacką w przeciągu 20 lat wieś przechodziła kilkukrotnie z rąk do rąk, a 2 października 1938 r. na mocy układu międzynarodowego przypadła Polsce (zobacz Zaolzie). Po II wojnie światowej przywrócono uprzednią granicę sprzed 1938.

## Kościoły
Katolicy
Miejscowi katolicy uczęszczają na msze do pobliskich Domasłowic Górnych.
Ewangelicy
W okresie reformacji luteranie zbudowali kościół, który służył im do 25 marca 1653, kiedy to w wyniku kontrreformacji po wygaśnięciu dynastii Piastów ziemie Śląska Cieszyńskiego dostały się pod zwierzchnictwo ultrakatolickiej Austrii. Od 1709 w wyniku tolerancyjnego aktu, umożliwiającego wybudowanie kościoła ewangelickiego w Cieszynie, mieszkańcy pobliskich miejscowości mogli się tam udawać na niedzielne nabożeństwa, a od 1950 także do pobliskich Trzanowic. Na terenie gminy znajduje się ewangelicki filiał, który w 1967 przeszedł generalną renowację.